# لوئیجی برتولینی
لوئیجی برتولینی (به ایتالیایی: Luigi Bertolini) بازیکن فوتبال و اهل ایتالیا است 

## تیم ملی
از سال ۱۹۲۹ میلادی عضو تیم ملی فوتبال ایتالیا بوده و در ۲۶ بازی ملی حضور داشته‌است. او در بازی‌های ملی‌اش گلی به ثمر نرساند.
لویجی برتولینی آخرین بازی ملی خود را در سال ۱۹۳۵ میلادی انجام داد.